# Nacionalna zajednica
Nacionalna zajednica (češ. Národní souručenství, skraćeno NS; njem. Nationale Gemeinschaft ili Volksgemeinschaft) bila je jedina odobrena politička stranka u Protektoratu Češke i Moravske. Članstvo je bilo obvezno za svakog češkog punoljetnog muškog građana Protektorata.
Stranka je uspostavljena kao reakcija na njemačku okupaciju Čehoslovačke i bila je temelj češke suradnje s nacistima tijekom Drugog svjetskog rata. Dvije su stranke, tj. Stranka nacionalnog jedinstva i Nacionalna radnička stranka, spojene na žalbu predsjednika Emila Háche 21. ožujka 1939. u Nacionalnu zajednicu. Dana 6. travnja 1939. stranka je proglašena jedinom političkom strankom u Češkoj i Moravskoj (osim NSDAP-a u koji su isključivo primljeni Nijemci).
Premijer Protektorata Češke i Moravske Alois Eliáš bio je u kontaktu s čehoslovačkom vladom u izbjeglištvu i pružio je potporu češkom pokretu otpora do pogubljenja u lipnju 1942.
Nakon atentata na Reinharda Heydricha 1942. Emanuel Moravec stječe propagandni utjecaj. Nakon 15. siječnja 1943. stranka prestaje ispunjavati svrhu političke stranke i postaje veći propagandni stroj nacionalsocijalističkog režima.

## Političari
Najpoznatiji političari stranke bili su:
- Alois Eliáš (1890. – 1942.), bivši čehoslovački general koji je 1942. pogubljen zbog svojih tajnih kontakata s čehoslovačkom vladom u egzilu; premijer od 1939. do 1941.
- Ladislav Karel Feierabend, ministar poljoprivrede od 1939. do 1940. Pridružio se čehoslovačkoj vladi sa sjedištem u Londonu 1940.
- Jiří Havelka, ministar prometa od 1939. do 1941.
- Josef Ježek, ministar unutarnjih poslova od 1939. do 1942.
- Jan Kapras, ministar obrazovanja od 1939. do 1942.
- Josef Kalfus (1880 – 1956.), ministar financija od 1939. do 1945.
- Josef Nebeský, predsjednik stranke od 1939. do 1941.
- Josef Fousek (1875 – 1942.), predsjednik stranke od 1941. do 1942.
- Jaroslav Krejčí (1892. – 1956.), ministar pravosuđa od 1939. do 1945., kao i ministar predsjednik od 1942. do 1945.
- Jindřich Kamenický, ministar prometa od 1941. do 1945.
- Walter Bertsch, ministar gospodarstva od 1942. do 1945.
- Richard Bienert (1881. – 1949.), ministar unutarnjih poslova od 1942. do 1945., kao i zadnji ministar predsjednik 1945.
- Adolf Hrubý (1893. – 1951.), ministar poljodjelstva od 1942. do 1945.
- Tomáš Krejčí, Führer (Vůdce) stranke od 1942. do 1945.
- Emanuel Moravec, ministar obrazovanja od 1942. do 1945.